# Gold Strike Resorts
Gold Strike Resorts var ett amerikanskt företag inom gästgiveri och hasardspel. De ägde fem kasinon i de amerikanska delstaterna Illinois och Nevada.
De hade sitt huvudkontor i Jean i Nevada.

## Historik
Företaget grundades 1977 av David Belding, Michael Ensign och William "Bill" Richardson efter de hade köpt kasinot Gold Strike Hotel and Casino i Boulder City i Nevada. Belding och Richardson hade förvärvat sina aktieandelar från sina fäder Don Belding och Jack Richardson medan Ensign hade köpt den tredje ägaren O.L. Raneys aktieandel. Ensign, var far till senatorn John Ensign och hade kopplingar till konkurrenten Circus Circus Enterprises.
I maj 1994 meddelade Gold Strike Resorts och Mirage Resorts att de skulle grunda ett samriskföretag, med 50% vardera i ägande, i syfte att uppföra ett nytt kasino och hotell vid The Strip i Paradise i Nevada. Byggkostnaden beräknades att vara på 250 miljoner amerikanska dollar. Kasinot skulle ha 9 290 kvadratmeter (m2) stor spelyta medan hotellet skulle ha 3 000 hotellrum. De båda planerade att kasinot skulle stå klart mitten av 1996. År 1995 beslutade dock ägarna att sälja Gold Strike Resorts till just Circus Circus Enterprises för mellan 450–600 miljoner dollar. Det enda som inte ingick i försäljningen var just kasinot i Boulder City, ägarna ville att deras barn skulle ta över kasinot i framtiden. Circus Circus Enterprises bekräftade i sin kvartalsredovisning för augusti-oktober 1996 att köpeskillingen var på 430 miljoner dollar varav 165 miljoner användes för att beta av Gold Strike Resorts skulder.

## Tillgångar

### De tillgångar som Gold Strike Resorts hade vid fusionen 1995
|  | Namn                                          | Ort                  |
|  | --------------------------------------------- | -------------------- |
|  | Gold Strike Hotel and Casino                  | Boulder City, Nevada |
|  | Gold Strike Hotel and Gambling Hall           | Jean, Nevada         |
|  | Grand Victoria Casino Elgin ("flodbåt") (50%) | Elgin, Illinois      |
|  | Nevada Landing Hotel and Casino               | Jean, Nevada         |
|  | Railroad Pass Casino                          | Henderson, Nevada    |

#### Framtida
|  | Namn                                | Ort              |
|  | ----------------------------------- | ---------------- |
|  | Monte Carlo Resort and Casino (50%) | Paradise, Nevada |

### Tidigare
|  | Namn                   | Ort               |
|  | ---------------------- | ----------------- |
|  | Pioneer Club Las Vegas | Las Vegas, Nevada |